# Copa Libertadores de Voleibol de 2018–19
A Copa Libertadores de Voleibol de 2018-19 foi a primeira edição do torneio organizado inicialmente organizando pela Associação de Clubes da Liga Argentina de Voleibol (ACLAV) e pela Associação de Clubes de Voleibol (ACV), disputada por oito equipes, representes de Brasil e Argentina, no período de 29 de setembro de 2018 a 13 de fevereiro de 2019.
O Ciudad de Bolívar tornou-se o primeiro campeão da competição e o atacante cubano Yadrián Escobar foi premiado com o melhor jogador da competição.

## Formato de disputa
Na fase classificatória, as oito equipes participantes foram dispostas proporcionalmente em dois grupos, na qual todas as equipes se enfrentaram entre si (dentro de seus grupos) em turno único. As duas primeiras colocadas de cada grupo se classificaram para a fase semifinal, na qual se enfrentarão em cruzamento olímpico. Os times vencedores das semifinais se enfrentaram na partida final, que definiu campeão.
Para a classificação dentre dos grupos na primeira fase, o placar de 3-0 ou 3-1 garantiu três pontos para a equipe vencedora e nenhum para a equipe derrotada; já o placar de 3-2 garantiu dois pontos para a equipe vencedora e um para a perdedora.

## Qualificatório
Resultado
| 4 de outubro de 2018 21ː30 TyC Sports P2 AQ | Libertad Burgi Vóley | 3 — 2                         | UNTreF Vóley | Estadio La Calderita, San Jerónimo Norte Árbitro(s): ARG Cristian Chunco ARG Andrés Villarreal |
| 4 de outubro de 2018 21ː30 TyC Sports P2 AQ | 23 25 22 15          | Set 1 Set 2 Set 3 Set 4 Set 5 | 25 23 25 9   | Estadio La Calderita, San Jerónimo Norte Árbitro(s): ARG Cristian Chunco ARG Andrés Villarreal |

## Participantes
| Equipe                      | País      | Forma de Classificação                         | Títulos        |
| --------------------------- | --------- | ---------------------------------------------- | -------------- |
| Sada Cruzeiro               | Brasil    | Campeão da Superliga Brasileira 2017–18        | 0 (não possui) |
| SESI-SP                     | Brasil    | Vice-campeão da Superliga Brasileira 2017–18   | 0 (não possui) |
| SESC-RJ                     | Brasil    | Terceiro lugar da Superliga Brasileira 2017–18 | 0 (não possui) |
| FUNVIC/Taubaté              | Brasil    | Semifinalista da Superliga Brasileira 2017–18  | 0 (não possui) |
| UPCN Vóley Club             | Argentina | Campeão da Liga A1 Argentina 2017-18           | 0 (não possui) |
| Personal Bolívar            | Argentina | Vice-campeão da Liga A1 Argentina 2017-18      | 0 (não possui) |
| Club Ciudad de Buenos Aires | Argentina | Semifinalista da Liga A1 Argentina 2017-18     | 0 (não possui) |
| Libertad Burgi Vóley        | Argentina | Quartas de final da Liga A1 Argentina 2017-18  | 0 (não possui) |

## Primeira fase

### Grupo A
Classificação
|  |                                      |
|  | Equipes classificadas às semifinais. |

|     |                |     | Jogos | Jogos | Jogos | Resultados | Resultados | Resultados | Resultados | Resultados | Resultados | Sets | Sets | Sets  | Pontos | Pontos | Pontos |
| Pos | Equipe         | Pts | T     | V     | D     | 3–0        | 3–1        | 3–2        | 2–3        | 1–3        | 0–3        | V    | P    | R     | V      | P      | R      |
| --- | -------------- | --- | ----- | ----- | ----- | ---------- | ---------- | ---------- | ---------- | ---------- | ---------- | ---- | ---- | ----- | ------ | ------ | ------ |
| 1   | SESC-RJ        | 12  | 5     | 4     | 1     | 2          | 2          | 0          | 0          | 0          | 1          | 12   | 5    | 2.400 | 415    | 382    | 1.086  |
| 2   | Bolívar Volley | 9   | 5     | 3     | 2     | 3          | 0          | 0          | 0          | 1          | 1          | 10   | 6    | 1.667 | 379    | 351    | 1.080  |
| 3   | Sada Cruzeiro  | 7   | 5     | 2     | 3     | 2          | 0          | 0          | 1          | 1          | 1          | 9    | 9    | 1,000 | 398    | 402    | 0.990  |
| 4   | Ciudad Volley  | 2   | 5     | 1     | 4     | 0          | 0          | 1          | 0          | 0          | 4          | 3    | 14   | 0.214 | 359    | 384    | 0.935  |

Resultados
| 28 de setembro de 2018 20ː00 TyC Sports P2 Referência | Sada Cruzeiro | 1 — 3                   | SESC-RJ  | Ginásio Poliesportivo do Riacho, Contagem Árbitro(s): BRA Guilherme Mendonça BRA Ivan Cardoso |
| 28 de setembro de 2018 20ː00 TyC Sports P2 Referência | 21 22 25 23   | Set 1 Set 2 Set 3 Set 4 | 25 19 25 | Ginásio Poliesportivo do Riacho, Contagem Árbitro(s): BRA Guilherme Mendonça BRA Ivan Cardoso |

| 30 de outubro de 2018 18ː30 TyC Sports P2 Referência | SESC-RJ  | 3 — 1                   | Bolívar Volley | Ginásio Poliesportivo do Riacho, Contagem Árbitro(s): BRA Andreza Misquita BRA Henrique Toledo Salles |
| 30 de outubro de 2018 18ː30 TyC Sports P2 Referência | 25 21 25 | Set 1 Set 2 Set 3 Set 4 | 16 25 21       | Ginásio Poliesportivo do Riacho, Contagem Árbitro(s): BRA Andreza Misquita BRA Henrique Toledo Salles |

| 30 de outubro de 2018 21ː30 TyC Sports P2 Referência | Sada Cruzeiro | 3 — 0             | Ciudad Volley | Ginásio Poliesportivo do Riacho, Contagem Árbitro(s): BRA Anderson Caçador BRA Marcos Salles |
| 30 de outubro de 2018 21ː30 TyC Sports P2 Referência | 25            | Set 1 Set 2 Set 3 | 23 21 18      | Ginásio Poliesportivo do Riacho, Contagem Árbitro(s): BRA Anderson Caçador BRA Marcos Salles |

| 31 de outubro de 2018 18ː00 TyC Sports P2 Referência | SESC-RJ  | 3 — 0             | Ciudad Volley | Ginásio Poliesportivo do Riacho, Contagem Árbitro(s): BRA Ivan Cardoso BRA Neilor Lopes de Souza |
| 31 de outubro de 2018 18ː00 TyC Sports P2 Referência | 25 27 25 | Set 1 Set 2 Set 3 | 19 25 23      | Ginásio Poliesportivo do Riacho, Contagem Árbitro(s): BRA Ivan Cardoso BRA Neilor Lopes de Souza |

| 31 de outubro de 2018 20ː00 TyC Sports P2 Referência | Sada Cruzeiro | 3 — 0             | Bolívar Volley | Ginásio Poliesportivo do Riacho, Contagem Árbitro(s): BRA Guilherme Mendonça BRA Luiz Henrique Coutinho |
| 31 de outubro de 2018 20ː00 TyC Sports P2 Referência | 25            | Set 1 Set 2 Set 3 | 19 22 23       | Ginásio Poliesportivo do Riacho, Contagem Árbitro(s): BRA Guilherme Mendonça BRA Luiz Henrique Coutinho |

| 11 de dezembro de 2018 21ː30 TyC Sports P2 Referência | Bolívar Volley | 3 — 0             | Ciudad Volley | Estadio República de Venezuela, San Carlos de Bolívar Árbitro(s): ARG Luís Fuentes ARG Cristian Chunco |
| 11 de dezembro de 2018 21ː30 TyC Sports P2 Referência | 25             | Set 1 Set 2 Set 3 | 17 15 16      | Estadio República de Venezuela, San Carlos de Bolívar Árbitro(s): ARG Luís Fuentes ARG Cristian Chunco |

| 8 de janeiro de 2019 18ː30 TyC Sports P2 Referência | Ciudad Volley | 0 — 3             | SESC-RJ | Estadio República de Venezuela, San Carlos de Bolívar Árbitro(s): ARG Luís Fuentes ARG Andrés Villareal |
| 8 de janeiro de 2019 18ː30 TyC Sports P2 Referência | 20 17 22      | Set 1 Set 2 Set 3 | 25      | Estadio República de Venezuela, San Carlos de Bolívar Árbitro(s): ARG Luís Fuentes ARG Andrés Villareal |

| 8 de janeiro de 2019 21ː30 TyC Sports P2 AQ | Bolívar Volley | 3 — 0             | Sada Cruzeiro | Estadio República de Venezuela, San Carlos de Bolívar Árbitro(s): ARG Fernando Romano ARG José Luís Barrios |
| 8 de janeiro de 2019 21ː30 TyC Sports P2 AQ | 25             | Set 1 Set 2 Set 3 | 23 16 20      | Estadio República de Venezuela, San Carlos de Bolívar Árbitro(s): ARG Fernando Romano ARG José Luís Barrios |

| 9 de janeiro de 2019 18ː30 TyC Sports P2 Referência | Ciudad Volley  | 3 — 2                         | Sada Cruzeiro | Estadio República de Venezuela, San Carlos de Bolívar Árbitro(s): ARG Andrés Villareal ARG Fernando Romano |
| 9 de janeiro de 2019 18ː30 TyC Sports P2 Referência | 25 21 25 21 15 | Set 1 Set 2 Set 3 Set 4 Set 5 | 21 25 18 25 9 | Estadio República de Venezuela, San Carlos de Bolívar Árbitro(s): ARG Andrés Villareal ARG Fernando Romano |

| 9 de janeiro de 2019 21ː30 TyC Sports P2 Referência | Bolívar Volley | 3 — 0             | SESC-RJ  | Estadio República de Venezuela, San Carlos de Bolívar Árbitro(s): ARG José Luís Barrios} ARG Luís Fuentes |
| 9 de janeiro de 2019 21ː30 TyC Sports P2 Referência | 32 25          | Set 1 Set 2 Set 3 | 30 23 20 | Estadio República de Venezuela, San Carlos de Bolívar Árbitro(s): ARG José Luís Barrios} ARG Luís Fuentes |

### Grupo B
Classificação
|  |                                            |
|  | Equipe classificada às semifinais.         |
|  | Representante da cidade-sede da fase final |

|     |                      |     | Jogos | Jogos | Jogos | Resultados | Resultados | Resultados | Resultados | Resultados | Resultados | Sets | Sets | Sets  | Pontos | Pontos | Pontos |
| Pos | Equipe               | Pts | T     | V     | D     | 3–0        | 3–1        | 3–2        | 2–3        | 1–3        | 0–3        | V    | P    | R     | V      | P      | R      |
| --- | -------------------- | --- | ----- | ----- | ----- | ---------- | ---------- | ---------- | ---------- | ---------- | ---------- | ---- | ---- | ----- | ------ | ------ | ------ |
| 1   | SESI-SP              | 12  | 5     | 4     | 1     | 3          | 1          | 0          | 0          | 0          | 1          | 12   | 4    | 3,000 | 386    | 351    | 1.100  |
| 2   | UPCN Vóley Club      | 9   | 5     | 3     | 2     | 1          | 1          | 1          | 1          | 1          | 0          | 12   | 9    | 1.333 | 476    | 465    | 1.024  |
| 3   | FUNVIC/Taubaté       | 8   | 5     | 3     | 2     | 2          | 0          | 1          | 0          | 1          | 1          | 10   | 8    | 1.250 | 415    | 412    | 1.007  |
| 4   | Libertad Burgi Vóley | 1   | 5     | 0     | 5     | 0          | 0          | 0          | 1          | 0          | 4          | 2    | 15   | 0.133 | 358    | 407    | 0.880  |

Resultados
| 5 de novembro de 2018 19ː00 TyC Sports P2 Referência | Libertad Burgi Vóley | 0 — 3             | SESI-SP | Estadio Aldo Cantoni, San Juan (Argentina) Árbitro(s): ARG Marcelo Pierobón ARG Jonatan Escudero |
| 5 de novembro de 2018 19ː00 TyC Sports P2 Referência | 19 20 21             | Set 1 Set 2 Set 3 | 25      | Estadio Aldo Cantoni, San Juan (Argentina) Árbitro(s): ARG Marcelo Pierobón ARG Jonatan Escudero |

| 5 de novembro de 2018 19ː00 TyC Sports P2 Referência | UPCN Vóley Club | 2 — 3                         | FUNVIC/Taubaté | Estadio Aldo Cantoni, San Juan (Argentina) Árbitro(s): ARG Fabián Concia ARG Marcelo Pierobón |
| 5 de novembro de 2018 19ː00 TyC Sports P2 Referência | 33 25 13 26 10  | Set 1 Set 2 Set 3 Set 4 Set 5 | 35 17 25 24 15 | Estadio Aldo Cantoni, San Juan (Argentina) Árbitro(s): ARG Fabián Concia ARG Marcelo Pierobón |

| 6 de novembro de 2018 18ː00 TyC Sports P2 Referência | Libertad Burgi Vóley | 0 — 3             | FUNVIC/Taubaté | Estadio Aldo Cantoni, San Juan (Argentina) Árbitro(s): ARG Marcelo Pierobón ARG Fabián Concia |
| 6 de novembro de 2018 18ː00 TyC Sports P2 Referência | 23 22 25             | Set 1 Set 2 Set 3 | 25 27          | Estadio Aldo Cantoni, San Juan (Argentina) Árbitro(s): ARG Marcelo Pierobón ARG Fabián Concia |

| 6 de novembro de 2018 21ː00 TyC Sports P2 Referência | UPCN Vóley Club | 3 — 0             | SESI-SP | Estadio Aldo Cantoni, San Juan (Argentina) Árbitro(s): ARG Fabián Concia ARG Gabriel Cáceres |
| 6 de novembro de 2018 21ː00 TyC Sports P2 Referência | 27 25           | Set 1 Set 2 Set 3 | 25 19   | Estadio Aldo Cantoni, San Juan (Argentina) Árbitro(s): ARG Fabián Concia ARG Gabriel Cáceres |

| 14 de novembro de 2018 20ː00 TyC Sports P2 Referência | FUNVIC/Taubaté | 0 — 3             | SESI-SP  | Ginásio do Abaeté, Taubaté Árbitro(s): BRA Rafael de Souza Lino BRA André Luiz Costa |
| 14 de novembro de 2018 20ː00 TyC Sports P2 Referência | 21 18          | Set 1 Set 2 Set 3 | 25 24 25 | Ginásio do Abaeté, Taubaté Árbitro(s): BRA Rafael de Souza Lino BRA André Luiz Costa |

| 4 de dezembro de 2018 21ː00 TyC Sports P2 Referência | Libertad Burgi Vóley | 2 — 3                         | UPCN Vóley Club | Estadio La Calderita, San Jerónimo Norte Árbitro(s): ARG Cristian Chunco ARG Sebastián Cagiao |
| 4 de dezembro de 2018 21ː00 TyC Sports P2 Referência | 25 17 22 12          | Set 1 Set 2 Set 3 Set 4 Set 5 | 20 25 15        | Estadio La Calderita, San Jerónimo Norte Árbitro(s): ARG Cristian Chunco ARG Sebastián Cagiao |

| 15 de janeiro de 2019 18ː00 TyC Sports P2 Referência | FUNVIC/Taubaté | 1 — 3                   | UPCN Vóley Club | Ginásio Marcello de Castro Leite, São Paulo (cidade) Árbitro(s): BRA Rafael de Souza Lino BRA Flávio Campos |
| 15 de janeiro de 2019 18ː00 TyC Sports P2 Referência | 20 25 16 26    | Set 1 Set 2 Set 3 Set 4 | 25 21 25 28     | Ginásio Marcello de Castro Leite, São Paulo (cidade) Árbitro(s): BRA Rafael de Souza Lino BRA Flávio Campos |

| 15 de janeiro de 2019 20ː30 TyC Sports P2 Referência | SESI-SP | 3 — 0             | Libertad Burgi Vóley | Ginásio Marcello de Castro Leite, São Paulo (cidade) Árbitro(s): BRA Jediel de Carvalho BRA Gustavo Costa |
| 15 de janeiro de 2019 20ː30 TyC Sports P2 Referência | 25      | Set 1 Set 2 Set 3 | 23 22 21             | Ginásio Marcello de Castro Leite, São Paulo (cidade) Árbitro(s): BRA Jediel de Carvalho BRA Gustavo Costa |

| 16 de janeiro de 2019 18ː00 TyC Sports P2 Referência | FUNVIC/Taubaté | 3 — 0             | Libertad Burgi Vóley | Ginásio Marcello de Castro Leite, São Paulo (cidade) Árbitro(s): BRA André Luiz Costa BRA André Calado |
| 16 de janeiro de 2019 18ː00 TyC Sports P2 Referência | 25             | Set 1 Set 2 Set 3 | 22 20 19             | Ginásio Marcello de Castro Leite, São Paulo (cidade) Árbitro(s): BRA André Luiz Costa BRA André Calado |

| 16 de janeiro de 2019 20ː30 TyC Sports P2 Referência | SESI-SP | 3 — 1                   | UPCN Vóley Club | Ginásio Marcello de Castro Leite, São Paulo (cidade) Árbitro(s): BRA Edivaldo Vitor BRA Plínio Pereira |
| 16 de janeiro de 2019 20ː30 TyC Sports P2 Referência | 23 25   | Set 1 Set 2 Set 3 Set 4 | 25 22 18 23     | Ginásio Marcello de Castro Leite, São Paulo (cidade) Árbitro(s): BRA Edivaldo Vitor BRA Plínio Pereira |

## Fase final
- Local:Ginásio do Abaeté , Taubaté
- Horários UTC-02:00

|  | Semifinais                      | Semifinais                      |   |                                 | Final                           | Final |  |
|  |                                 |                                 |   |                                 |                                 |       |  |
|  | 12 de fevereiro de 2019 — 19ː00 |                                 |   |                                 |                                 |       |  |
|  | SESI-SP                         | 2                               |   |                                 |                                 |       |  |
|  | SESC-RJ                         | 3                               |   |                                 |                                 |       |  |
|  |                                 |                                 |   |                                 |                                 |       |  |
|  |                                 |                                 |   |                                 | 13 de fevereiro de 2019 — 19ː00 |       |  |
|  |                                 |                                 |   |                                 | Bolívar Volley                  | 3     |  |
|  |                                 | SESC-RJ                         | 0 |                                 |                                 |       |  |
|  |                                 |                                 |   |                                 |                                 |       |  |
|  |                                 |                                 |   |                                 |                                 |       |  |
|  |                                 |                                 |   |                                 | Terceiro lugar                  |       |  |
|  | 12 de fevereiro de 2019 — 21ː00 | 12 de fevereiro de 2019 — 21ː00 |   | 13 de fevereiro de 2019 — 16ː45 | 13 de fevereiro de 2019 — 16ː45 |       |  |
|  | FUNVIC/Taubaté                  | 2                               |   | FUNVIC/Taubaté                  | 2                               |       |  |
|  | Bolívar Volley                  | 3                               |   |                                 | SESI-SP                         | 3     |  |

## Finais

### Semifinais
| 12 de fevereiro de 2019 19ː00 TyC Sports & SporTV P2 [ AQ] | SESI-SP        | 2 — 3                         | SESC-RJ     | Ginásio do Abaeté, Taubaté Árbitro(s): ARG José Luis Barrios BRA Jediel Hosana de Carvalho |
| 12 de fevereiro de 2019 19ː00 TyC Sports & SporTV P2 [ AQ] | 25 18 23 25 13 | Set 1 Set 2 Set 3 Set 4 Set 5 | 17 25 21 15 | Ginásio do Abaeté, Taubaté Árbitro(s): ARG José Luis Barrios BRA Jediel Hosana de Carvalho |

| 12 de fevereiro de 2019 21ː00 TyC Sports & SporTV P2 [ AQ] | FUNVIC/Taubaté | 2 — 3                         | Bolívar Volley | Ginásio do Abaeté, Taubaté Árbitro(s): BRA André Luiz Silva Costa BRA Flávio Campos |
| 12 de fevereiro de 2019 21ː00 TyC Sports & SporTV P2 [ AQ] | 18 25 18 25 13 | Set 1 Set 2 Set 3 Set 4 Set 5 | 25 18 25 21 15 | Ginásio do Abaeté, Taubaté Árbitro(s): BRA André Luiz Silva Costa BRA Flávio Campos |

### Terceiro lugar
| 13 de fevereiro de 2019 16ː45 TyC Sports & SporTV P2 [ AQ] | FUNVIC/Taubaté | 2 — 3                         | SESI-SP     | Ginásio do Abaeté, Taubaté Árbitro(s): BRA Flávio Campos BRA André Luiz Silva Costa |
| 13 de fevereiro de 2019 16ː45 TyC Sports & SporTV P2 [ AQ] | 28 25 18 22 10 | Set 1 Set 2 Set 3 Set 4 Set 5 | 26 19 25 15 | Ginásio do Abaeté, Taubaté Árbitro(s): BRA Flávio Campos BRA André Luiz Silva Costa |

### Final
| 13 de fevereiro de 2019 19ː00 TyC Sports & SporTV P2 [ AQ] | Bolívar Volley | 3 — 0             | SESC-RJ  | Ginásio do Abaeté, Taubaté Árbitro(s): BRA Jediel Hosana de Carvalho ARG José Luis Barrios |
| 13 de fevereiro de 2019 19ː00 TyC Sports & SporTV P2 [ AQ] | 25 29          | Set 1 Set 2 Set 3 | 23 18 27 | Ginásio do Abaeté, Taubaté Árbitro(s): BRA Jediel Hosana de Carvalho ARG José Luis Barrios |

## Classificação Final
| Posição           | Equipe         |
| ----------------- | -------------- |
| Medalha de ouro   | Bolívar Volley |
| Medalha de prata  | SESC-RJ        |
| Medalha de bronze | SESI-SP        |
| 4                 | FUNVIC/Taubaté |

## Premiação
| Copa Libertadores de Voleibol de 2018–19 |
| Argentina                                |
| ---------------------------------------- |
| Bolívar Volley Campeão (1º título)       |

## Prêmios individuais
A seleção do campeonato foi composta pelas seguintes jogadores:
- MVP (Most Valuable Player): Yadrián Escobar